# Labisia longistyla
Labisia longistyla King & Gamble – gatunek roślin z rodziny pierwiosnkowatych (Primulaceae). Występuje endemicznie w Malezji. 

## Morfologia
PokrójZimozielony półkrzew.
LiścieBlaszka liściowa jest skórzasta i ma odwrotnie jajowaty kształt, tępą nasadę i tępy wierzchołek. Ogonek liściowy jest nagi.
KwiatyZebrane w wierzchotkach przypominających baldachy, wyrastają na szczytach pędów.

## Biologia i ekologia
Rośnie w lasach. 